# Contouring

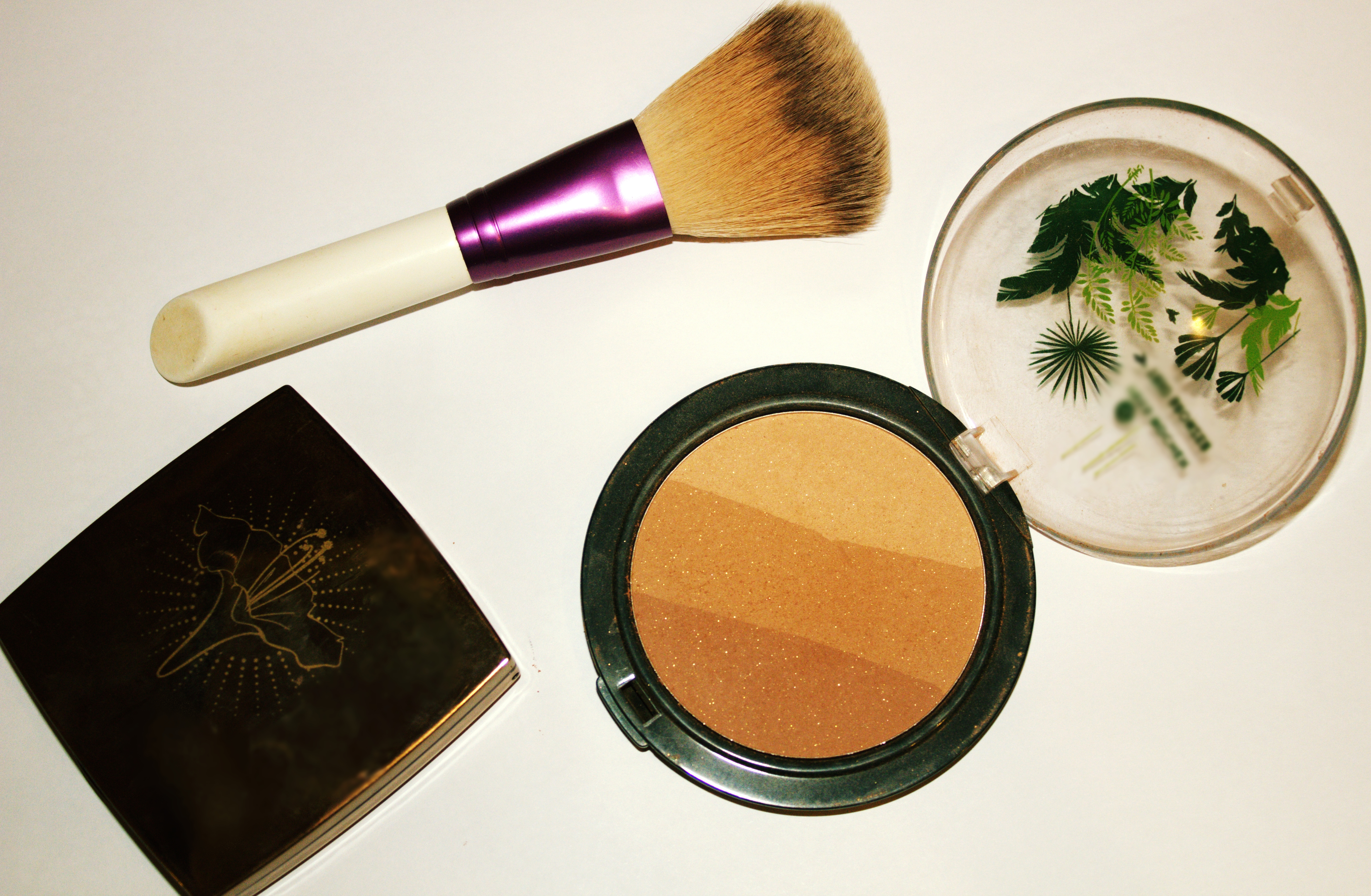
Productos para el contouring

El contouring es una técnica que utiliza el maquillaje para definir y realzar la estructura facial.
El procedimiento más común de contouring, se basa en la aplicación de un tono marrón en los huecos de las mejillas, en los laterales de la nariz y en el mentón para dar un efecto más delgado al rostro y afinar la cara. Puede y suele ser acompañado con el uso de un iluminador en color blanco o marrón mucho más claro en las mejillas, en la frente, en el arco de cupido de los labios y en el puente de la nariz. Se pueden utilizar productos tanto en crema como en polvo.

## Historia
Entre 1500 y 1600, el contouring empezó a ser empleado por los actores teatrales. Durante el reinado de Isabel I de Inglaterra, los actores aplicaban tiza (claro) y hollín (oscuro) a sus caras para ayudar a conseguir mayor dramatización de la expresión facial en sus actuaciones sobre el escenario.
A mediados del siglo XIX, cuando la más potente luz artificial se generalizó, los actores sustituyeron la tiza y el hollín por pintura mezclada con grasa. Posteriormente, tras las declaraciones de la reina Victoria en las que decretó que solamente los actores de teatro y las prostitutas llevaran maquillaje, este pasó a considerarse vulgar y solo se podía comprar en tiendas de disfraces.
En los años 1920 a 1930, el contouring comenzó a aparecer en el mundo del cine y de la fotografía. La actriz alemana, Marlene Dietrich  contorneaba y maquillaba su cara para sus películas, acentuando las líneas naturales de su cara con sombras oscuras y claras. Esta técnica era popularmente conocida como "sombreando y esculpiendo"
En 1934, el maquillador Max Factor era famoso por su destreza maquillando a los actores y mujeres de clase alta de su época. Aplicando sombras en el rostro, conseguía que este no se viera tan plano en las películas, sino con un efecto más realista. En 1945, el maquillador publicó su primer tutorial de como contornear la cara, para rostros de diferentes formas.
En 1944, Ben Nye, un maquillador famoso por su participación en la caracterización en películas de prestigio como "Lo que el viento se llevó" o después "El planeta de los simios", creó su línea de maquillaje propia, la cual es todavía ampliamente popular hoy en día.
A partir de 1950, período de esplendor del glamuroso Hollywood dorado, las características eran similares pero aplicadas sutilmente. Algunas de las actrices que destacaban por aplicar su maquillaje a modo de contouring son: Audrey Hepburn, Marilyn Monroe, y Elizabeth Taylor.
Durante los años 1990, el maquillador Kevyn Aucoin, a través del contouring consiguió una mirada esculpida y cincelada sobre rostros famosos como los de Gwyneth Paltrow, Cindy Crawford, o Janet Jackson.
En 2012, Kim Kardashian publicó una auto-foto de ella misma (también conocido como Selfie) con su maquillaje a medio terminar y sin difuminar el contouring. Después subió a sus redes sociales una segunda fotografía con el resultado final después de difuminar su maquillaje. La cara de Kim tenía la cantidad correcta de sombra en las áreas de su cara que deben ser más oscuras según la técnica del contouring, y la cantidad correcta de iluminador aplicado en las zonas donde el sol naturalmente se refleja en la cara.
Actualmente, el contouring es una técnica muy aplicada por los maquilladores profesionales. Es muy popular en la sociedad, impulsado por las famosas y las redes sociales. Además numerosos maquilladores aficionados han subido tutoriales versionando esta técnica del contouring a plataformas como Youtube o Blogger.

## Método
Paso 1: Usa 2 colores distintos de base de maquillaje. Un color lo más similar a tu tono de piel, (el cual aplicarás primero sobre todo tu rostro) y otro más oscuro. Después aplica la base de maquillaje más oscura en los huecos de las mejillas, en los laterales de la nariz, y en el mentón. Si tienes una frente ancha, lleva el color desde las zonas bajas de las mejillas hasta la línea de pelo y laterales de tu frente. 
Paso 2: Mezcla y difumina. Necesitarás una esponja húmeda (beautyblender) y mediante pequeños y suaves toques repetidos, fusionarás los 2 colores de tu base. Consiguiendo así un efecto más sutil y natural. En las zonas más delicadas y pequeñas, puedes ayudarte con tus propias manos, una vez estén limpias, y con pequeños movimientos circulares.
Paso 3: Consigue un rostro más brillante y saludable, usando una base de maquillaje o corrector más claro. Concentralo debajo de tus ojos,en las mejillas, en el centro de la frente, en el arco de cupido de los labios y en el puente de la nariz. Vuelve a difuminar con una esponja húmeda.
Paso 4: Por último con una brocha de pelo suelto y especial para productos de maquillaje en polvo, (Fluffy brush), aplica polvos de color marrón oscuro (Bronzer) en las zonas oscuras y un iluminador en polvo (Highlighter) en las zonas claras. Por último en el resto de tu cara aplica polvos suelto traslúcidos. Esto ayudará  a sellar el maquillaje y a intensificar el efecto del contouring.